# Apeadero Speratti
Speratti es una estación ferroviaria ubicada en el partido de General Las Heras, Provincia de Buenos Aires, Argentina.

## Servicios
Es un centro de transferencia intermedio perteneciente a la Línea Sarmiento, en el ramal que presta servicio entre las estaciones Merlo y Lobos.

## Infraestructura
Es idéntica estéticamente a Zamudio (aparte de su condición de apeadero), y la de menos movimiento de pasajeros junto con esta última a causa de estar alejada de centros urbanos. La construcción más cercana (a pocos metros) es una Escuela Rural.

## Historia

### Toponimia
Su nombre recuerda a Domingo Speratti, estanciero y vecino honorario de General Las Heras.